# Charley Jordan
Charley Jordan, était un chanteur et guitariste de blues américain, né à Mabelvale, Arkansas, le 1er janvier 1890, mort à Saint Louis, Missouri, le 15 novembre 1954.

## Discographie

### Chansons
- Big Four Blues
- Crazy With the Blues
- Dollar Bill Blues
- Honeysucker Blues
- Hunkie Tunkie Blues
- I Couldn't Stay Here
- Just a Spoonful
- Keep It Clean
- Raidin' Squad Blues
- Stack O'Dollars Blues

### Compilations
- Charlie Jordan Vol. 1, 1930 - 1931, Document (1992)
- Charlie Jordan Vol. 2, 1931 - 1934, Document (1992)
- Charlie Jordan Vol. 3, 1935 - 1937, Document (1992)
- The Essential Charley Gordon, 2003